# Billy James (bande dessinée)
Pour les articles homonymes, voir Billy James.
Billy James (en italien : Le avventure di Billy James) est une série de bande dessinée italienne (ou fumetti) dessinée par Hugo Pratt et scénarisée par Mino Milani. Ses trois épisodes ont été publiés dans des périodiques italiens entre 1962 et 1970. 

## Publications

### Périodiques
1. Le avventure di Billy James (Billy James), dans Corriere dei Piccoli, 1962-1963.
2. Le leggende indiane (4 légendes indiennes), dans Pecos Bill, 1962-1963. Histoire écrite par Hugo Pratt.
3. L’assalto al forte (L’Attaque du fort), dans Corriere dei Piccoli, 1970.

### Album
- Billy James (couverture souple, noir et blanc), Les Humanoïdes Associés, 1980.